# Zhenjin
Zhenjin, detto anche Jingim, Chinkim o Chingkim (1243 – 5 gennaio 1286), è stato un principe mongolo, figlio secondogenito di Kublai Khan, fondatore della dinastia Yuan.

## Biografia
Il monaco Buddhista nord cinese Haiyun gli diede il nome di Zhenjin ("Vero oro") alla nascita.
Fu designato Principe erede (皇太子) dal padre Kublai Khan nel 1273, e divenne il capo del Secretariato Centrale (Zhongshu Sheng).
Il Principe fu anche un forte sostenitore del Confucianesimo.
Ebbe come mogli Kokejin e Anchinmishi.
Suoi figli furono Gammala, Principe di Jin, Darmabala, Temür e la principessa Bodishiri.
Zhenjin morì nel 1286, prima del padre Kublai Khan e secondo la Storia Yuan fu a causa dell'alcolismo, anche se si ritiene che non fu la verità.
Dopo la sua morte Kublai Khan nominò il figlio di Zhenjin, Temür, il nuovo Principe della Corona, e Temür successe a Kublai Khan nel 1294, divenendo Temür Khan ovvero l'Imperatore Chengzong.